# 南陽高畠インターチェンジ
南陽高畠インターチェンジ（なんようたかはたインターチェンジ）は、山形県東置賜郡高畠町大字深沼（下りランプの一部は南陽市爼柳にまたがる）にある、東北中央自動車道のインターチェンジである。南陽市および長井市の最寄りインターチェンジ。元々当ICは、米沢南陽道路として供用されていたが、2017年（平成29年）11月4日に東北中央自動車道に改称された。

## 歴史
- 1997年（平成9年）11月21日 : 米沢南陽道路の米沢北IC - 南陽高畠IC間開通。
- 2017年（平成29年）11月4日 : 福島大笹生IC - 米沢北IC間開通。同時に米沢北IC - 南陽高畠IC間を東北中央自動車道に改称[1]。
- 2019年（平成31年）4月13日 : 南陽高畠IC - 山形上山IC間開通[2]。

## 周辺
- 赤湯温泉

## 接続する道路
- 赤湯バイパス（国道13号、113号・399号本線）
- 南陽バイパス（国道13号、113号・399号旧線）
- 国道113号（国道399号重複）

## 料金所
- ブース数：4

開通当時は当ICに料金所はなく、米沢北IC出入口にある料金所で支払っていた。2017年（平成29年）11月4日の福島大笹生IC - 米沢北ICの開通に先立つ同年9月28日に、米沢北IC - 南陽高畠IC間の通行料金の徴収場所は米沢北TBに変更され、以降はそちらで料金を支払う形となっていた。
その後、2019年（平成31年）4月13日の南陽高畠IC - 山形上山IC間開通に先立つ同年3月13日より、本IC内に設置された料金所が稼働を開始した。

## 隣
E13 東北中央自動車道
(10) 米沢北IC - 米沢北TB - 高畠SIC（事業中） - (11) 南陽高畠IC - 南陽PA - (12) かみのやま温泉IC